# Heilgard
Heilgard oder Helgard ist ein weiblicher Vorname.

## Herkunft und Bedeutung des Namens
- althochdeutsch für: Hüterin der Gesundheit und des Glücks (heil = Glück; gard = Schutz)[1]

## Varianten
- weiblich: Helgard

## Namensträgerinnen

### Vorname
- Heilgard Asmus (* 1958), Generalsuperintendentin des Sprengels Görlitz[2]
- Helgard Bruckhaus (1939–2022), deutsche Synchron- und Hörspielsprecherin
- Helgard Haug (* 1969), deutsche Autorin und Regisseurin
- Helgard Müller-Jensen (* 1939), deutsche Galeristin für zeitgenössische Kunst

Zwischenname
- Ingrun Helgard Möckel (1941–1977), deutsches Fotomodell und Miss Europa 1961

### Künstlername
- Inge Helgard (1896–1929), deutsche Sängerin und Stummfilmschauspielerin